# Графство Лоон
Графство Лоон (на нидерландски: Graafschap Loon; на френски: Comté de Looz) е държава в състава на Свещената Римска империя, заемащо в миналото територията на съвременната провинция Лимбург, Белгия.

## История
За първи път графството се споменава през 1040 г. Първоначално негова столица е град Борглон, а от 1200 г. град Хаселт.
През 1190 г. граф Герхард II трябва да признае Лиежкото епископство и да постави епископа като наследник, ако няма мъжки наследници. През 1336 г. Дом Лоон изчезва със смъртта на граф Лудвиг IV. През 1366 г. графството фактически става част от Лиежкото епископство, като формално запазва суверенния си статут. Князът епископ на Лиеж Енгелберт III от Марк взема титлата граф на Лоон. Всички следващи епископи на Лиеж са до 1794 г. формално също и графове на Лоон.
След превземането на Лиежкото епископство от Франция през 1795 г., Графство Лоон става част от департамента Meuse-Inférieure.
По значителни градове в графството са: Беринген, Билзен, Борглон, Бре, Хамонт, Хаселт, Херк де Стад, Маасейк, Пер и Стокем.